# ジェラルド・デュ・モーリエ

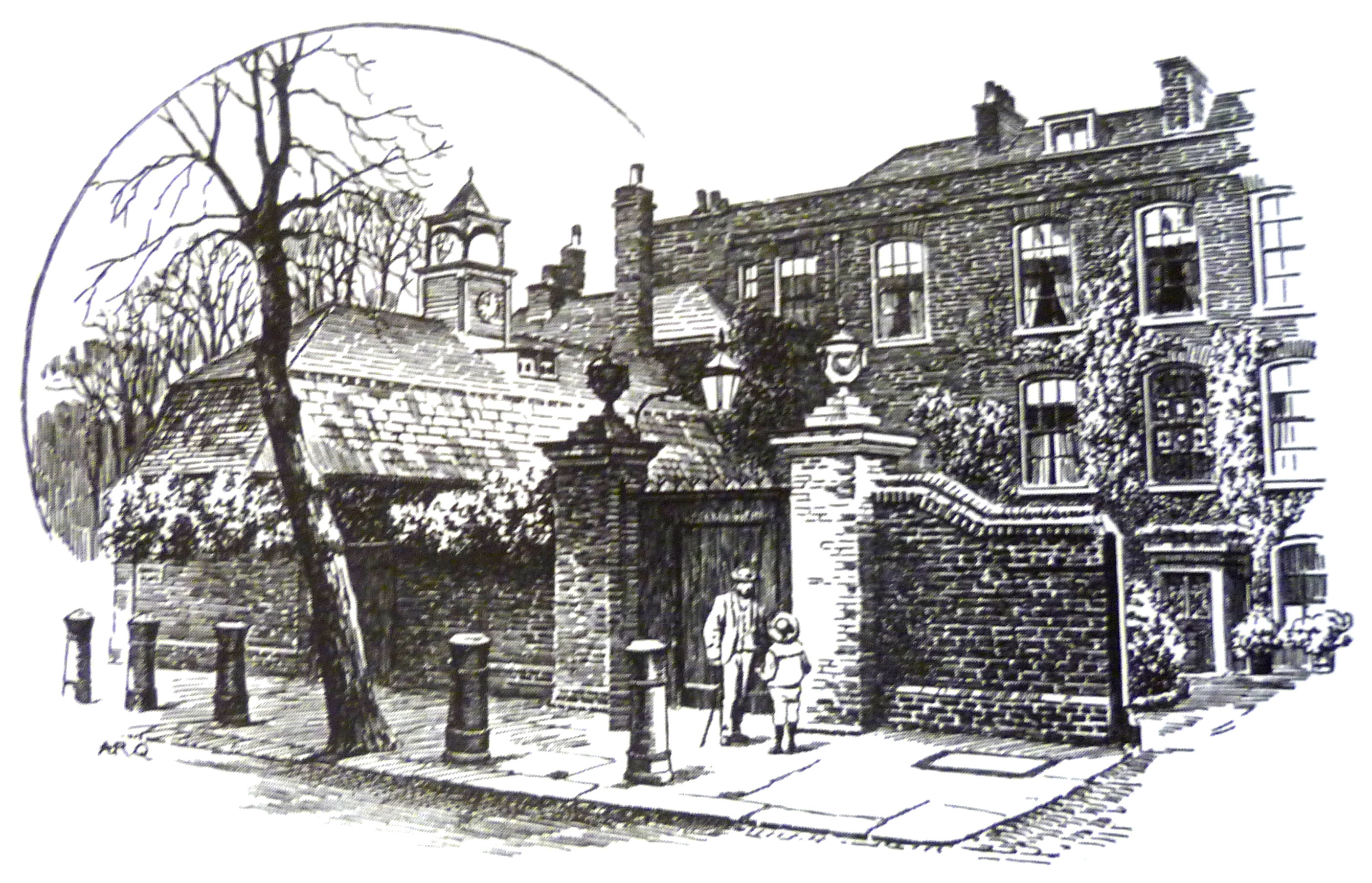
1911年、ARクイントン画のロンドンのハムステッドにあるキャノン・ホール。1916年から一家が住み、デュ・モーリエはここで亡くなった。

サー・ジェラルド・ヒューバート・エドワード・バッソン・デュ・モーリエ (Sir Gerald Hubert Edward Busson du Maurier, 1873年3月26日–1934年4月11日) は、イギリスの俳優、マネージャー。
作家ジョージ・デュ・モーリアの息子でシルヴィア・ルウェリン・デイヴィスの弟。1902年、女優ミュリエル・ビューモントと結婚し、作家アンジェラ・デュ・モーリエ（1904年 – 2002年）、ダフニ・デュ・モーリエ（1907年 – 1989年）、画家ジャン・デュ・モーリエ（1911年 – 1996年）をもうけた。繊細で自然体の演技に定評があった。『タイム』誌の死亡記事には「家柄から信頼がおけるが、自身の才能がそれをも越えていた」と記された。

## 生い立ち

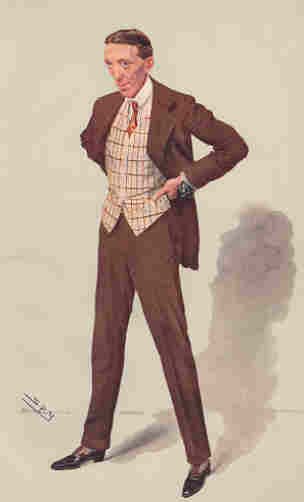
1907年、『バニティ・フェア』誌にスパイが描いたデュ・モーリエ

1873年、ロンドンのハムステッドに生まれ、ヒース・モント・スクールに通学し、ハーロー校に進学した。当初ビジネスをやりたかったが、俳優に変更した。最初の役は、父の友人でガリック・シアターを経営していたジョン・ヘアの口利きによる、シドニー・グランディ脚本の『An Old Jew 』の端役であった。

## ジェームス・マシュー・バリー
1900年より以前、1895年の父の人気作『トリルビー』にハーバート・ビアボム・トゥリーと共演するなど多くの端役を演じていた。1902年、『あっぱれクライトン』のアーネスト役、1904年12月27日からの『ピーター・パンあるいは大人になりたがらない少年』デューク・オブ・ヨークス・シアター初演のジョージ・ダーリング役とフック船長の2役など、ジェームス・マシュー・バリーの戯曲で大役を演じて称賛を受けたことから人気が上がった。なお、フック船長役はシーモア・ヒックスが断った役であった。バリーの戯曲では『おい、ブルータス』にも出演した。
デュ・モーリエの甥にあたる、妹シルヴィアの息子たちはピーター・パンなどバリーのフィクションの少年たちに着想を与えた。『ピーター・パン』に登場するウェンディ・ダーリングのミドル・ネームはデュ・モーリエの長女アンジェラからウェンディ・モイラー・アンジェラ・ダーリングと名付け、その後アンジェラは舞台でウェンディ役を演じた。

## ウィンダム・シアター
1910年から1925年、フランク・カーソンと共にウィンダム・シアターを共同経営し、その後セント・ジェームス・シアターを経営した。またActors' Orphanage の会長を務めた。1922年、人気が盛り上がり下級勲爵士を受け、人生を通して俳優を続けた。後年、『キャンバー卿の貴婦人たち』(1932年)の医師役、『空襲と毒瓦斯』(1933年)のドイツ人医師役、『カザリン大帝』(1934年)の従者役、癌と診断される直前の『武器なき戦ひ』Wessensee役など映画に出演していた。

## タバコ「デュモリエ」
日常的に喫煙しており、彼の名に因んだタバコのブランド「デュモリエ」が発売された。これにより未払いの税金を支払うことができた。ちなみにデュ・モーリエ自身はデュモリエを喫煙しなかった。

## 慈善事業
1914年から亡くなるまで、Actors' Orphanage Fund(現Actors' Charitable Trust)の会長を務め、その後ノエル・カワードが引き継いだ。

## 死去
1934年、ハムステッドにある自宅キャノン・ホールにて大腸癌で亡くなった。現在キャノン・ホールにはブルー・プラークが掲げられている。娘ダフニは葬儀への出席を拒否したが、死の直後に伝記『Gerald: A Portrait 』を出版した。

## 主な出演歴
- 正義 Justice (1917)
- Everybody's Business (1917)
- Unmarried (1920)
- Escape (1930)
- キャンバー卿の貴婦人たち Lord Camber's Ladies (1932)
- 空襲と毒瓦斯 I Was a Spy (1933)
- The Scotland Yard Mystery (1934)
- カザリン大帝 The Rise of Catherine the Great (1934)
- 武器なき戦ひJew Süss (1934)